# 岩城景隆
岩城 景隆（いわき かげたか）は、江戸時代前期の出羽国亀田藩の世嗣。

## 略歴
出羽国亀田藩3代藩主・岩城重隆の長男として誕生。正室は小笠原長次娘。
重隆の嫡子であったが、素行の悪さから天和2年（1682年）、29歳で廃嫡され幽閉された。元禄9年（1696年）、家臣からの声もあり、重隆は彼を赦免しようとしたが、その直前に死去した。
嫡子の座は、景隆の長男・秀隆が継承した。